# 于斯达尔市镇

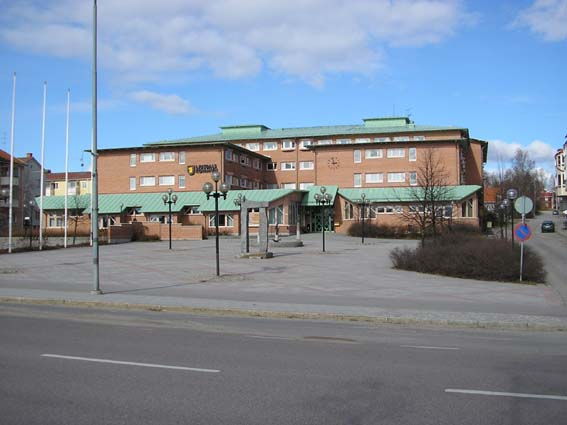
于斯达尔市政厅

于斯达尔市镇（瑞典語：Ljusdals kommun）是瑞典中东部耶夫勒堡省的一个市镇。其治所位于于斯达尔。